# Maître Pierre (chanson)
Pour l'architecte, voir Maître Pierre.
Maître Pierre est une chanson française composée en 1948 par Henri Betti avec des paroles de Jacques Plante. Elle a été déposée à la SACEM le 14 octobre 1948 et éditée par Paul Beuscher.

## Histoire
En 1948, Henri Betti rencontre Jacques Plante à la SACEM qui lui dit qu'il a l'idée d'écrire une chanson faisant référence aux grèves des charbonniers. Jacques Plante dit à Henri Betti que la chanson doit parler d'un jeune employé qui travaille à la campagne dans un moulin qui est dirigé par un homme qui s'appelle Maître Pierre et qui veut arrêter de travailler parce qu'il est fatigué. Il arrête son travail et il monte à Paris pour changer de métier seulement une fois qu'il arrive, il ne trouve pas de travail et il retourne au moulin où il travaillait avant. Quand il arrive au moulin et qu'il revoit le directeur, il lui dit : Il fait bon chez vous Maître Pierre.
La chanson rencontre un grand succès et le ministère de la culture demande que la chanson soit apprise dans les écoles.

## Liste des pistes
78 tours —  Odeon 282.031 enregistré le 10 décembre 1948 avec une orchestration d'Henri Betti.
A. Maître Pierre
B. Rien dans les mains, rien dans les poches (musique d'Henri Betti, paroles d'André Hornez et orchestration de Bob Castella)

## Reprises
La chanson a été enregistrée par les accordéonistes Aimable, André Blot, Hector Delfosse, Edgard Deridoux Michel Pruvot, Felix Terwagne, André Verchuren et Louis Ferrari et l'orchestre de Joël Schmitt et de Maurice Dadier.
Le 16 novembre 1948, Tohama créée la chanson avec l'orchestre de Raymond Legrand.
La même année, Jo Privat enregistre la chanson à l'accordéon et sur l'autre face du disque il enregistre Rien dans les mains, rien dans les poches.
Le 5 janvier 1949, Georges Guétary enregistre la chanson avec l'orchestre de Marius Coste. En 1974, il l'interprète à l'émission Midi trente, en 1976 à l'émission Système deux avec l'orchestre de Jean Claudric et en 1984 à l'émission Cadence trois avec l'orchestre de Jean-Claude Borelly.
Le 21 janvier 1949, Jacqueline François enregistre la chanson avec l'orchestre de Guy Luypaerts.
Le 28 janvier 1949, Jean Patart enregistre la chanson avec l'orchestre de Maurice Jeanjean.
Le 14 février 1949, Yvette Giraud enregistre la chanson avec l'orchestre de Jacques-Henry Rys.
Le 22 février 1949, Jacques Hélian et son orchestre enregistrent la chanson avec Jean Marco, Ginette Garcin et Jo Charrier.
Le 28 mars 1949, Les Compagnons de la chanson enregistrent la chanson avec l'orchestre de Marc Herrand.
Le 20 octobre 1949, Irène Dohnia enregistre la chanson avec l'orchestre de Fernando Paggi dans un studio de radio suisse-italienne à Lugano.
La même année, Lucille Dumont enregistre la chanson avec l'orchestre d'Allan McIver (en). L'année précédente, elle enregistrait un autre succès d'Henri Betti : Le Régiment des mandolines (paroles de Maurice Vandair).
En 1950, Henri Betti interprète la chanson avec l'orchestre de Paul Durand à l'émission de radio Paris Montréal et au piano à l'émission de radio Gala de Bernay.
La même année, Jula De Palma enregistre la chanson avec l'orchestre de Bruno Quirinetta (it) avec lequel elle enregistre deux autres succès d'Henri Betti : C'est si bon et Rien dans les mains, rien dans les poches (paroles d'André Hornez). Linette Lemercier enregistre la chanson avec l'orchestre de Marcel Cariven et les Quatre Barbus l'enregistrent avec l'orchestre de Daniel White.
En 1957, Henri Betti, Andrex et Roger Lanzac chantent la chanson avec l'orchestre de Georges Dervaux à l'émission 36 Chansons présentée par Jean Nohain.
En 1961, Fernand Gignac enregistre la chanson avec l'orchestre de Roger Pilon. La même année, Paulette Rollin enregistre la chanson pour l'album Paulette Rollin Chante pour les Enfants.
En 1963, Henri Leca enregistre un medley de la musique avec son orchestre pour l'album Surprise-Partie Monstre où il enregistre également un medley de trois autres musiques composées par Henri Betti : La Polka des barbus, C'est si bon et Mais qu’est-ce que j’ai ?.
En 1966, les Trois Ménestrels interprètent la chanson avec l'orchestre de Raymond Lefebvre à l'émission Le Palmarès des chansons présentée par Guy Lux.
En 1974, Marcel Amont interprète la chanson à l'émission Toutankhamont.
En 1980, Jacqueline François et Jacques Martin interprètent la chanson avec l'orchestre de Robert Quibel à l'émission Thé Dansant. En 1985, Charles Level interprète la chanson dans cette émission où il interprète également la même année C'est si bon.
En 1995, Sophie Darel sort l'album C'était les Années Bleues où elle a enregistré la chanson en duo avec Pierre Perret ainsi que C'est si bon en duo avec Évelyne Leclercq.
En 2013, Jean-Jacques Debout enregistre la chanson avec des arrangements musicaux de Jacques Ferchit pour l'album Sous le soleil des guinguettes. La même année, il enregistre une autre chanson composée par Henri Betti : La Chanson du maçon (paroles de Maurice Chevalier et Maurice Vandair) pour l'album Les Chansons des guinguettes.

## Adaptation
En 1951, Mitchell Parish écrit les paroles anglaises pour l'enregistrement de la chanson par les Sœurs Andrews avec l'orchestre de Gordon Jenkins le 24 octobre 1951. Le titre de la chanson devint The Windmill Song.

## Filmographie
En 1951, Jacques Pills interprète la chanson avec un orchestre dirigé par Henri Betti dans Compositeurs et Chansons de Paris.
En 1953, la mélodie est jouée dans Le Portrait de son père.